# ZaSu Pitts
ZaSu Pitts, nome d'arte di Eliza Susan Pitts (Parsons, 3 gennaio 1894 – Hollywood, 7 giugno 1963), è stata un'attrice statunitense, nota per la sua partecipazione in diverse pellicole drammatiche durante il periodo del muto, anche se seppe adeguarsi sapientemente al sonoro specializzandosi nel genere brillante.
Il suo nome d'arte è il diminutivo dell'unione dei due nomi, Eliza e Susan, che sua madre desiderava darle. In numerose pellicole l'attrice è chiamata anche Zazu Pitts.

## Biografia

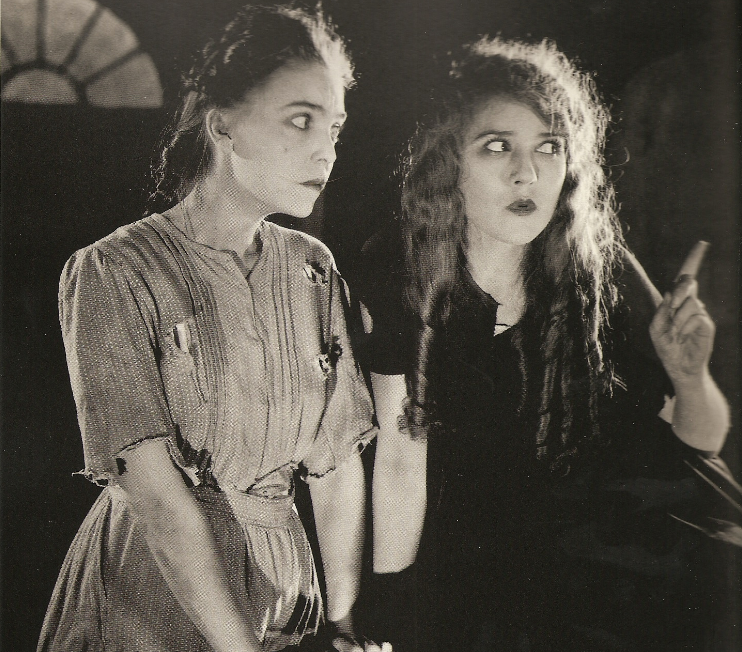
Con Mary Pickford in The Little Princess (1917)

Nata a Parsons, nel Kansas, era la terzogenita di quattro figli. Suo padre, Rulandus Pitts, originario di New York, era stato gravemente ferito a una gamba durante la guerra civile, trasferendosi in Kansas con sua moglie, Nellie Shay, alla nascita di ZaSu. Tuttavia l'intera famiglia si trasferì in California, a Santa Cruz, quando la piccola ZaSu aveva solo nove anni con lo scopo di trovare un clima più adatto e nuove opportunità di prosperità.

### Inizio di carriera
Mentre frequentava le scuole superiori di Santa Cruz, si appassionò al mondo del teatro e nel 1915 fece il suo debutto in palcoscenico e due anni dopo venne scoperta dalla sceneggiatrice e pioniera del cinema Frances Marion che la scritturò per la Paramount facendola debuttare nel film Uneasy Money (1917), per la regia di William Beaudine, e successivamente in pellicole dove recitò in ruoli piuttosto marginali a fianco di attori del calibro di Douglas Fairbanks e Mary Pickford. Fu proprio grazie alla stima di quest'ultima che ZaSu venne scritturata in molte delle pellicole della Pickford, che le permisero di ottenere una discreta notorietà e di guadagnare il suo primo ruolo di una certa importanza nella pellicola di King Vidor Better Times (1919). In quello stesso anno, fu oggetto di interesse da parte del grande Charlie Chaplin che vide in lei una promettente attrice; tuttavia, pur avendola scritturata, non la fece mai recitare in nessuna sua pellicola.

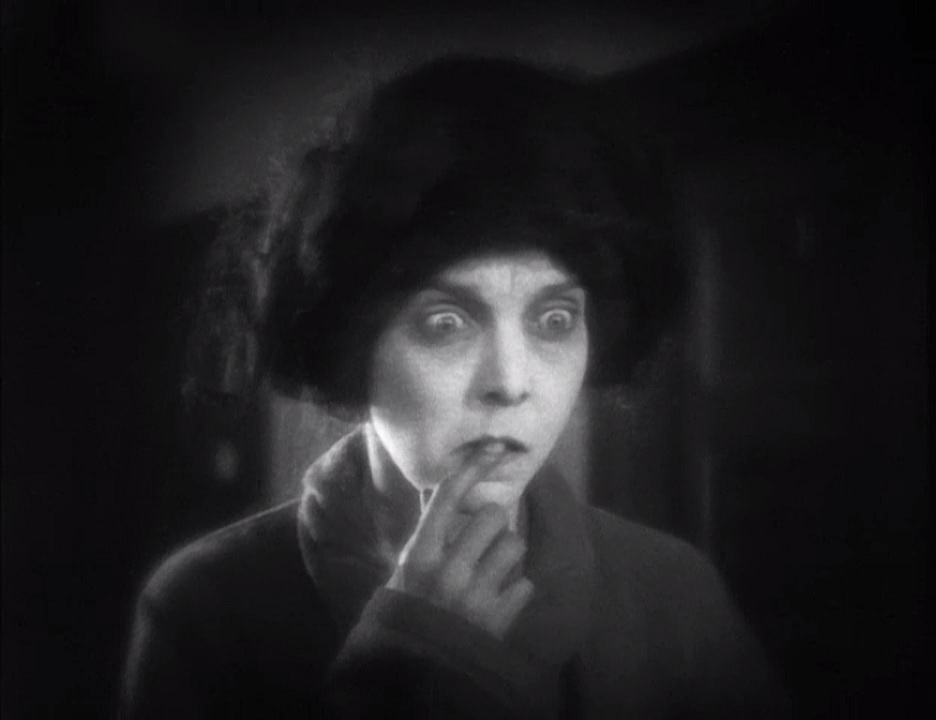
In Rapacità nel ruolo di Trina

Nel 1920 conobbe l'attore Tom Gallery, che sposò il 23 luglio dello stesso anno e con il quale fece coppia in alcune pellicole, comprese Bright Eyes (1922) di Roy Del Ruth e Heart of Twenty (1920) di Henry Kolker.
Nel 1922 nacque la figlia Ann e all'anno dopo si fa risalire la sua amicizia con l'attrice Barbara La Marr, con la quale nacque un affetto tale che, quando quest'ultima morì, nel 1926, ZaSu e suo marito Tom ne adottarono il figlio che ribattezzarono Don Gallery.

### Stroheim
Nel 1924 venne finalmente la sua grande occasione quando il celebre regista Erich von Stroheim la scritturò per il melodramma Rapacità lungo ben nove ore e ridotto in seguito a due. La sua magistrale interpretazione la fece etichettare da von Stroheim la più grande delle attrici drammatiche, nonostante la pellicola non si rivelasse un successo al botteghino a causa degli eccessivi tagli che ne mutilarono il senso. Questa stima permise alla Pitts di recitare in altre pellicole di von Stroheim quali Sinfonia nuziale (1926) e War Nurse (1930).

### Anni trenta

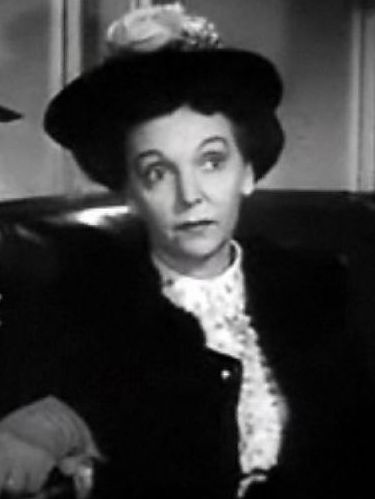
Nel film Tish (1942) di Sylvan Simon

Fu tuttavia negli anni trenta che la Pitts conobbe l'apice della sua carriera cinematografica, diventando la regina del genere brillante, dopo essere riuscita a sopravvivere alla transizione dal muto al sonoro, anche se, tuttavia ricevette un enorme sgarbo quando venne sostituita all'ultimo istante dall'attrice Beryl Mercer per un ruolo secondario in All'ovest niente di nuovo. Nonostante ciò la Pitts divenne una presenza costante in tutte le pellicole brillanti di quel decennio, soprattutto di Hal Roach e collaborando spesso in coppia con l'attrice Thelma Todd e con l'attore Slim Summerville.
Il 2 maggio 1933 divorziò dall'attore Tom Gallery e l'8 ottobre dello stesso anno si risposò con il suo secondo marito, John E. Woodall, al quale restò fedele fino alla sua morte. Il loro matrimonio fu rivelato pubblicamente solo il 12 febbraio 1934 durante la loro luna di miele.

### Anni quaranta
Negli anni quaranta la carriera della Pitts continuò nel genere brillante ma esplorò nuove strade, soprattutto nel teatro vaudeville e alla radio, partecipando a numerose trasmissioni radiofoniche al fianco di artisti come Al Jolson, Bing Crosby e Rudy Vallee. Nel 1944 debuttò a Broadway con lo spettacolo Ramshackle Inn, scritto appositamente per lei, ricevendo un ottimo successo di critica e di pubblico al punto che, negli anni successivi, divenne uno dei suoi cavalli di battaglia in tutti i teatri d'America. Nel dopoguerra, la Pitts continuò nei suoi ruoli brillanti, tra i quali spicca Vita col padre di Michael Curtiz.

### Ultimi anni
Negli anni cinquanta la Pitts fece il suo debutto in televisione, diventando protagonista della serie televisiva The Gale Storm Show nel ruolo di Elvira Nugent (Nugie). Tuttavia a metà degli anni cinquanta le venne diagnosticato un cancro che però non le impedì di continuare a recitare, partecipando con una parte minore alla pellicola Quel certo non so che (1963) di Norman Jewison e Questo pazzo, pazzo, pazzo, pazzo mondo (1963) di Stanley Kramer.
Morì poco dopo quest'ultima parte all'età di 69 anni e venne seppellita al Holy Cross Cemetery di Culver City.

## Influenza culturale
La figura caratteristica dell'attrice nei suoi ruoli brillanti, con il suo parlare squillante e il suo continuo stringere i pugni, fu utilizzato dai creatori di Braccio di ferro per il personaggio di Olivia Oil.
Il 27 aprile 1994 il caricaturista Al Hirschfeld disegnò una serie di caricature da apporre in una serie filatelica commemorativa delle stelle del muto, e disegnò ZaSu Pitts al fianco di Rodolfo Valentino, Clara Bow, Charles Chaplin, Lon Chaney, John Gilbert, Harold Lloyd, Theda Bara, Buster Keaton, e i Keystone Cops.

## Filmografia

### Cinema
- Uneasy Money, regia di William Beaudine (1917)
- Tillie of the Nine Lives, regia di M. de la Parelle (1917)
- A Desert Dilemma, regia di William Beaudine (1917)
- His Fatal Beauty, regia di William Beaudine (1917)
- He Had 'em Buffaloed, regia di William Beaudine (1917)
- Canning the Cannibal King, regia di William Beaudine (1917)
- The Battling Bellboy, regia di William Beaudine (1917)
- O-My the Tent Mover, regia di William Beaudine (1917)
- Behind the Map, regia di William Beaudine (1917)
- Why They Left Home, regia di William Beaudine (1917)
- Rebecca of Sunnybrook Farm, regia di Marshall Neilan - non accreditata (1917)
- '49-'17, regia di Ruth Ann Baldwin - non accreditata (1917)
- The Little Princess, regia di Marshall Neilan (1917)
- Un moschettiere moderno (A Modern Musketeer), regia di Allan Dwan (1917)
- Who's Your Wife?, regia di Allen Curtis (1918)
- Good Night, Paul, regia di Walter Edwards (1918)
- How Could You, Jean?, regia di William Desmond Taylor (1918)
- The Pie Eyed Piper, regia di William Beaudine (1918)
- A Society Sensation, regia di Paul Powell (1918)
- The Talk of the Town, regia di Allen Holubar (1918)
- La fanciulla che cerca amore (The Greatest Thing in Life), regia di David Wark Griffith - (scene cancellate) (1918)
- A Lady's Name, regia di Walter Edwards (1918)
- As the Sun Went Down, regia di E. Mason Hopper (1919)
- Men, Women, and Money, regia di George Melford (1919)
- Tempi migliori (Better Times), regia di King Vidor (1919)
- L'altra metà (The Other Half), regia di King Vidor (1919)
- Parenti poveri (Poor Relations), regia di King Vidor (1919)
- Seeing It Through, regia di Claude Mitchell (1920)
- Bright Skies, regia di Henry Kolker (1920)
- Heart of Twenty, regia di Henry Kolker (1920)
- Patsy, regia di John McDermott (1921)
- Is Matrimony a Failure?, regia di James Cruze (1922)
- For the Defense, regia di Paul Powell (1922)
- Youth to Youth, regia di Émile Chautard (1922)
- A Daughter of Luxury, regia di Paul Powell (1922)
- Poor Men's Wives, regia di Louis J. Gasnier (1923)
- The Girl Who Came Back, regia di Tom Forman (1923)
- Mary of the Movies, regia di John McDermott (1923)
- Tre pazzi saggi (Three Wise Fools), regia di King Vidor (1923)
- Hollywood, regia di James Cruze (1923)
- Tea: With a Kick!, regia di Erle C. Kenton (1923)
- West of the Water Tower, regia di Rollin S. Sturgeon (1923)
- Sunlight of Paris (1924)
- Daughters of Today, regia di Rollin S. Sturgeon (1924)
- The Goldfish, regia di Jerome Storm (1924)
- Il trionfo (Triumph), regia di Cecil B. DeMille (1924)
- Changing Husbands, regia di Paul Iribe e Frank Urson (1924)
- Legend of Hollywood, regia di Renaud Hoffman (1924)
- Il vino della giovinezza (Wine of Youth), regia di King Vidor - scene cancellate (1924)
- L'eterno femminino (The Fast Set), regia di William C. deMille (1924)
- Secrets of the Night, regia di Herbert Blaché (1924)
- Rapacità (Greed), regia di Erich von Stroheim (1924)
- Frontiera d'anime (The Great Divide), regia di Reginald Barker (1925)
- The Re-Creation of Brian Kent, regia di Sam Wood (1925)
- Old Shoes, regia di Frederick Stowers (1925)
- La mosca nera (Pretty Ladies), regia di Monta Bell (1925)
- A Woman's Faith, regia di Edward Laemmle (1925)
- The Business of Love, regia di Irving Reis e Jess Robbins (1925)
- Thunder Mountain, regia di Victor Schertzinger (1925)
- Lazybones, regia di Frank Borzage (1925)
- Wages for Wives, regia di Frank Borzage (1925)
- The Great Love, regia di Marshall Neilan (1925)
- Mannequin, regia di James Cruze (1926)
- What Happened to Jones, regia di William A. Seiter (1926)
- Montecarlo, regia di Christy Cabanne (1926)
- Early to Wed, regia di Frank Borzage (1926)
- Sunny Side Up, regia di Donald Crisp (1926)
- Risky Business, regia di Alan Hale (1926)
- Her Big Night, regia di Melville W. Brown (1926)
- Casey at the Bat, regia di Monte Brice (1927)
- una di miele (1928)
- 13 Washington Square regia di Melville W. Brown (1928)
- Wife Savers, regia di Ralph Ceder (1928)
- Buck Privates, regia di Melville W. Brown (1928)
- Sinfonia nuziale (The Wedding March), regia di Erich von Stroheim (1928)
- Le colpe dei padri (Sins of the Fathers), regia di Ludwig Berger (1928)
- The Dummy, regia di Robert Milton (1929)
- The Squall, regia di Alexander Korda (1929)
- Letti gemelli (Twin Beds), regia di Alfred Santell (1929)
- The Argyle Case, regia di Howard Bretherton (1929)
- Donna senza amore (Her Private Life), regia di Alexander Korda (1929)
- Oh, Yeah! (1929)
- Parigi (Paris), regia di Clarence G. Badger (1929)
- La porta chiusa (The Locked Door), regia di George Fitzmaurice (1929)
- This Thing Called Love (1929)
- No, No, Nanette, regia di Clarence G. Badger (1930)
- Honey, regia di Wesley Ruggles (1930)
- All'ovest niente di nuovo (All Quiet on the Western Front) (non accreditato) versione muta (solo nel trailer) (1930)
- The Devil's Holiday, regia di Edmund Goulding (1930)
- Little Accident (1930)
- The Squealer (1930)
- Montecarlo (Monte Carlo), regia di Ernst Lubitsch (1930)
- War Nurse (1930)
- La moglie n. 66 (The Lottery Bride) (1930)
- River's End (1930)
- Sin Takes a Holiday, regia di Paul L. Stein (1930)
- Passion Flower, regia di William C. deMille (1930)
- Free Love, regia di Hobart Henley (1930)
- Finn ed Hattie (Finn and Hattie) (1931)
- The Bad Sister (1931)
- Beyond Victory (1931)
- Il richiamo dei figli (Seed), regia di John M. Stahl (1931)
- Let's Do Things (1931)
- A Woman of Experience (1931)
- Their Mad Moment (1931)
- Catch as Catch Can, regia di Marshall Neilan (1931)
- Il grande giuoco (The Big Gamble), regia di Fred Niblo (1931)
- The Pajama Party (1931)
- Penrod and Sam, regia di William Beaudine (1931)
- The Guardsman, regia di Sidney Franklin (1931)
- War Mamas (1931)
- The Secret Witness (1931)
- On the Loose, regia di Hal Roach (1931)
- The Unexpected Father (1932)
- Broken Lullaby (1932)
- Seal Skins (1932)
- Steady Company, regia di Edward Ludwig (1932)
- Red Noses (1932)
- Perfidia (Shopworn), regia di Nicholas Grinde (Nick Grinde) (1932)
- Il re del Far West (Destry Rides Again) (1932)
- Strictly Unreliable, regia di George Marshall (1932)
- The Trial of Vivienne Ware, regia di William K. Howard (1932)
- Strangers of the Evening (1932)
- Westward Passage (1932)
- The Old Bull (1932)
- Is My Face Red? (1932)
- Make Me a Star (1932)
- Spia bionda (Roar of the Dragon), regia di Wesley Ruggles (1932)
- The Vanishing Frontier (1932)
- Show Business, regia di Jules White (1932)
- La donna proibita (Back Street), regia di John M. Stahl (1932)
- Blondie of the Follies, regia di Edmund Goulding (1932)
- Alum and Eve (1932)
- The Crooked Circle, regia di H. Bruce Humberstone (1932)
- Once in a Lifetime, regia di Russell Mack (1932)
- The Soilers (1932)
- Madison Sq. Garden (1932)
- Sneak Easily (1932)
- I milioni... che disgrazia! (They Just Had to Get Married), regia di Edward Ludwig (1932)
- Asleep in the Feet (1933)
- Maids a la Mode (1933)
- The Bargain of the Century (1933)
- Out All Night, regia di Sam Taylor (1933)
- Hello, sister! (1933)
- One Track Minds (1933)
- Professional Sweetheart (1933)
- Il suo ufficiale di marina (Her First Mate) (1933)
- Love, Honor and Oh Baby! (1933)
- Aggie Appleby Maker of Men (1933)
- Meet the Baron (1933)
- Mr. Skitch (1933)
- The Meanest Gal in Town (1934)
- Two Alone (1934)
- Three on a Honeymoon (1934)
- Sing and Like It (1934)
- Love Birds (1934)
- Private Scandal (1934)
- Abbasso le donne (Dames), regia di Ray Enright (1934)
- Their Big Moment (1934)
- Mrs. Wiggs of the Cabbage Patch, regia di Norman Taurog (1934)
- The Gay Bride (1934)
- Il maggiordomo (Ruggles of Red Gap), regia di Leo McCarey (1935)
- Spring Tonic (1935)
- Going Highbrow (1935)
- She Gets Her Man (1935)
- Hot Tip (1935)
- Gli amori di Susanna (The Affair of Susan), regia di Kurt Neumann (1935)
- Volo nella bufera (Thirteen Hours by Air), regia di Mitchell Leisen (1936)
- Mad Holiday (1936)
- Il signore e la signora Sherlock Holmes (The Plot Thickens), regia di Ben Holmes (1936)
- Sing Me a Love Song (1936)
- Wanted! (1937)
- Merry Comes to Town (1937)
- Forty Naughty Girls (1937)
- Samoa (52nd Street) (1937)
- The Lady's from Kentucky (1939)
- L'alfabeto dell'amore (Naughty But Nice), regia di Ray Enright (1939)
- Mickey the Kid (1939)
- La storia di Edith Cavell (Nurse Edith Cavell), regia di Herbert Wilcox (1939)
- Eternamente tua (Eternally Yours), regia di Tay Garnett (1939)
- It All Came True (1940)
- No, No, Nanette, regia di Herbert Wilcox (1940)
- Uncle Joe, regia di William Strohbach (1941)
- Una gabbia di matti (Broadway Limited), regia di Gordon Douglas (1941)
- Niagara Falls (1941)
- Weekend for Three (1941)
- Miss Polly (1941)
- Mexican Spitfire's Baby, regia di Leslie Goodwins (1941)
- Mexican Spitfire at Sea, regia di Leslie Goodwins (1942)
- The Bashful Bachelor, regia di Malcolm St. Clair (1942)
- So's Your Aunt Emma!, regia di Jean Yarbrough (1942)
- Tish, regia di S. Sylvan Simon (1942)
- Vogliamo dimagrire (Let's Face It), regia di Sidney Lanfield (1943)
- Breakfast in Hollywood, regia di Harold D. Schuster (1946)
- Un matrimonio ideale (The Perfect Marriage), regia di Lewis Allen (1947)
- Vita col padre (Life with Father), regia di Michael Curtiz (1947)
- Francis, il mulo parlante (Francis), regia di Arthur Lubin (1950)
- La grande avventura del generale Palmer (Denver and Rio Grande), regia di Byron Haskin (1952)
- Francis Joins the WACS, regia di Arthur Lubin (1954)
- Questa notte o mai (This Could Be the Night), regia di Robert Wise (1957)
- Teenage Millionaire, regia di Lawrence Doheny (1961)
- Quel certo non so che (The Thrill of It All), regia di Norman Jewison (1963)
- Questo pazzo, pazzo, pazzo, pazzo mondo (It's a Mad Mad Mad Mad World), regia di Stanley Kramer (1963)

### Televisione
- The Chevrolet Tele-Theatre – serie TV, episodio 1x09 (1948)
- The Philco Television Playhouse – serie TV, episodio 1x14 (1949)
- General Electric Theater – serie TV, episodio 2x18 (1954)
- Kraft Television Theatre – serie TV, episodio 7x49 (1954)
- The Best of Broadway – serie TV, episodio 1x02 (1954)
- Screen Directors Playhouse – serie TV, episodio 1x12 (1955)
- The 20th Century-Fox Hour – serie TV, episodio 1x14 (1956)
- The Red Skelton Show – serie TV, episodio 5x33 (1956)
- Private Secretary – serie TV, episodio 5x12 (1957)
- The Gale Storm Show: Oh! Susanna – serie TV, 126 episodi (1956-1960)
- The Dennis O'Keefe Show – serie TV, episodio 1x27 (1960)
- Hot Off the Wire – serie TV, episodio 1x31 (1961)
- Guestward Ho! – serie TV, episodio 1x32 (1961)
- Perry Mason – serie TV, episodio 5x23 (1962)
- La legge di Burke (Burke's Law) – serie TV, episodio 1x01 (1963)

### Film e documentari dove appare Zasu Pitts
- Screen Snapshots: Hollywood Party, regia di Ralph Staub - filmati di repertorio (1948)

## Doppiatrici italiane
- Wanda Tettoni in Un matrimonio ideale, Quel certo non so che
- Lina Gazzolo in Abbasso le donne